# Circuit de la Sarthe 2009
Il Circuit de la Sarthe 2009, cinquantasettesima edizione della corsa, si svolse dal 7 al 10 aprile su un percorso di 668 km ripartiti in 4 tappe (la seconda suddivisa in due semitappe), con partenza a Noirmoutier-en-l'Île e arrivo a Le Mans. Fu vinto dal francese David Lelay della Agritubel davanti all'italiano Enrico Rossi e al francese Benoît Vaugrenard.

## Tappe
| Tappa  | Data      | Percorso                            | km    | Vincitore di tappa | Leader cl. generale |
| ------ | --------- | ----------------------------------- | ----- | ------------------ | ------------------- |
| 1ª     | 7 aprile  | Noirmoutier-en-l'Île > Ancenis      | 191,9 | Enrico Rossi       | Enrico Rossi        |
| 2ª-1ª  | 8 aprile  | Ancenis > Angers                    | 93,8  | David Lelay        | David Lelay         |
| 2ª-2ª  | 8 aprile  | Angers > Angers (cron. individuale) | 6,1   | Jimmy Engoulvent   | David Lelay         |
| 3ª     | 9 aprile  | Angers > Pré-en-Pail                | 180,8 | Anthony Roux       | David Lelay         |
| 4ª     | 10 aprile | Pré-en-Pail > Le Mans               | 195,2 | Jean-Eudes Demaret | David Lelay         |
| Totale | Totale    | Totale                              | 668   |                    |                     |

## Dettagli delle tappe

### 1ª tappa
- 7 aprile: Noirmoutier-en-l'Île > Ancenis – 191,9 km

| Pos. | Corridore     | Squadra           | Tempo    |
| ---- | ------------- | ----------------- | -------- |
| 1    | Enrico Rossi  | Ceramica Flaminia | 4h28'39" |
| 2    | Alberto Loddo | Diquigiovanni     | a 13"    |
| 3    | Martin Kohler | BMC               | s.t.     |

| Pos. | Corridore     | Squadra           | Tempo    |
| ---- | ------------- | ----------------- | -------- |
| 1    | Enrico Rossi  | Ceramica Flaminia | 4h28'39" |
| 2    | Alberto Loddo | Diquigiovanni     | a 13"    |
| 3    | Martin Kohler | BMC               | s.t.     |

### 2ª tappa - 1ª semitappa
- 8 aprile: Ancenis > Angers – 93,8 km

| Pos. | Corridore         | Squadra       | Tempo    |
| ---- | ----------------- | ------------- | -------- |
| 1    | David Lelay       | Agritubel     | 2h02'46" |
| 2    | Gregory Henderson | Columbia      | a 47"    |
| 3    | Alberto Loddo     | Diquigiovanni | s.t.     |

| Pos. | Corridore     | Squadra           | Tempo    |
| ---- | ------------- | ----------------- | -------- |
| 1    | David Lelay   | Agritubel         | 6h31'21" |
| 2    | Enrico Rossi  | Ceramica Flaminia | a 14"    |
| 3    | Alberto Loddo | Diquigiovanni     | a 25"    |

### 2ª tappa - 2ª semitappa
- 8 aprile: Angers > Angers (cron. individuale) – 6,1 km

| Pos. | Corridore        | Squadra           | Tempo |
| ---- | ---------------- | ----------------- | ----- |
| 1    | Jimmy Engoulvent | Besson Chaussures | 7'44" |
| 2    | Andreas Klöden   | Astana            | a 1"  |
| 3    | František Raboň  | Columbia          | a 3"  |

| Pos. | Corridore        | Squadra           | Tempo    |
| ---- | ---------------- | ----------------- | -------- |
| 1    | David Lelay      | Agritubel         | 6h39'15" |
| 2    | Enrico Rossi     | Ceramica Flaminia | a 9"     |
| 3    | Jimmy Engoulvent | Besson Chaussures | a 20"    |

### 3ª tappa
- 9 aprile: Angers > Pré-en-Pail – 180,8 km

| Pos. | Corridore         | Squadra           | Tempo    |
| ---- | ----------------- | ----------------- | -------- |
| 1    | Anthony Roux      | FDJ               | 4h24'02" |
| 2    | Benoît Vaugrenard | FDJ               | s.t.     |
| 3    | Julien Simon      | Besson Chaussures | s.t.     |

| Pos. | Corridore    | Squadra           | Tempo     |
| ---- | ------------ | ----------------- | --------- |
| 1    | David Lelay  | Agritubel         | 11h03'17" |
| 2    | Enrico Rossi | Ceramica Flaminia | a 17"     |
| 3    | Anthony Roux | FDJ               | a 22"     |

### 4ª tappa
- 10 aprile: Pré-en-Pail > Le Mans – 195,2 km

| Pos. | Corridore          | Squadra | Tempo    |
| ---- | ------------------ | ------- | -------- |
| 1    | Jean-Eudes Demaret | Cofidis | 4h44'51" |
| 2    | Julien El Fares    | Cofidis | a 17"    |
| 3    | Benoît Vaugrenard  | FDJ     | s.t.     |

| Pos. | Corridore         | Squadra           | Tempo     |
| ---- | ----------------- | ----------------- | --------- |
| 1    | David Lelay       | Agritubel         | 15h48'34" |
| 2    | Enrico Rossi      | Ceramica Flaminia | a 17"     |
| 3    | Benoît Vaugrenard | FDJ               | s.t.      |

## Classifiche finali

### Classifica generale
| Pos. | Corridore          | Squadra               | Tempo     |
| ---- | ------------------ | --------------------- | --------- |
| 1    | David Lelay        | Agritubel             | 15h48'34" |
| 2    | Enrico Rossi       | Ceramica Flaminia     | a 17"     |
| 3    | Benoît Vaugrenard  | FDJ                   | s.t.      |
| 4    | Julien El Fares    | Cofidis               | a 21"     |
| 5    | Julien Simon       | Besson Chaussures     | s.t.      |
| 6    | Jimmy Engoulvent   | Besson Chaussures     | a 27"     |
| 7    | Rubens Bertogliati | Serram. Diquigiovanni | a 31"     |
| 8    | Óscar Pereiro      | Caisse d'Epargne      | a 36"     |
| 9    | Damien Monier      | Cofidis               | s.t.      |
| 10   | Jeffry Louder      | BMC Racing Team       | a 40"     |